# ProCapital
ProCapital est un établissement bancaire et financier français fondé en 2000. 

## Historique
Issue de la banque en ligne Fortuneo , ProCapital est dédié à la prestation de services et au déploiement d'outils pour établissements financiers et compagnies d'assurance. 
Expert des métiers des titres et de l'assurance vie, ProCapital propose depuis plus de 20 ans des solutions d'outsourcing complètes et modulables, incluant : la tenue de compte et conservation, l'exécution des ordres, et la gestion actif-passif des contrats d'assurance vie. 
ProCapital compte parmi ses clients des banques privées, des sociétés de gestion, des réseaux bancaires, des courtiers et banques en lignes, ainsi que de compagnies d'assurance. Son ambition est de construire avec chacun de ses clients une relation de long terme et basée sur un modèle de partenariat, afin de les accompagner au quotidien dans leur développement. 
ProCapital ouvre une succursale en Belgique le 10 février 2006.  Elle commence ses activités en Belgique dès le début 2007.  En 2020, ProCapital Belgium employait 36 équivalents temps-plein et engrangeait 10 099 187 € de commissions et autres revenus. 
Chiffres clés au 31/12/2020, communiqués par l'entreprise et disponibles sur son site internet :
- 660 000 comptes de clients particuliers ;
- 20 établissements financiers clients ;
- 42 milliards de conservation Titres Retail
- 9,5 millions de transactions annuelles

## ProCapital au sein du Crédit Mutuel Arkéa
ProCapital est filiale à 100 % du Crédit Mutuel Arkéa.
La stratégie du groupe Crédit Mutuel Arkéa repose sur une croissance organique, des réseaux et des filiales, une croissance par acquisitions, ainsi que le développement de partenariats. Le positionnement de ProCapital entre dans le cadre de cette stratégie de développement. 
De nombreuses synergies sont mises en place entre ProCapital et les autres filiales du groupe (Federal Finance, Suravenir, BPE, etc.).